# Erdmannichthys alorensis
Erdmannichthys alorensis — вид риб родини присоскоперових (Gobiesocidae). 

## Назва
Назва роду Erdmannichthys вшановує канадського іхтіолога Марка Ердманна, який описав типовий вид.

## Поширення
Поширений в протоці Алор між островами Пантар і Лембата на півдні Індонезії. Виявлений на глибині до 16 м. Асоційований з губками.